# Buonamico Buffalmacco
Buonamico Buffalmacco ou Buonamico di Cristofano est un peintre italien du XIVe siècle, qui fut actif à Pise entre 1314 et 1336.
Longtemps considéré uniquement comme un personnage littéraire, protagoniste d'anecdotes et d'histoires amusantes du Décaméron, la personnalité de Buonamico n'a acquis que récemment une physionomie artistique précise grâce à des recherches qui lui ont attribué les fresques du Camposanto de Pise.

## Biographie
Il est plus célèbre par ses facéties et ses bons mots, recueillis par Boccace et Franco Sacchetti, que par ses peintures. Élève d'Andrea Tafi,  il abandonne la manière sèche et timide de son maître, pour prendre celle de Giotto. 
Ses meilleurs  tableaux ont péri et il n'en reste qu'à Arezzo et à Pise et ceux de Camposanto sont les mieux conservés. Il a écrit au bas de l'une de ces compositions un sonnet qui vaut mieux que la peinture, et qui a fait regretter qu'il ne se soit pas de préférence adonné à la poésie. On lui a attribué mal à propos le tableau où l'on voit une femme qui, par modestie, met sa main devant les yeux ; mais ses doigts sont si écartés qu'on juge que c'est pour mieux voir. Cette figure a donné lieu à un proverbe ; il s'applique à une personne qui n'est modeste qu'en apparence ; c'est, dit-on, la Vergognosa di Campo-Santo. Il ne faut pas chercher dans les ouvrages de Buffalmacco un autre style que celui du Giotto, qui est maigre dans le dessin, cru dans la couleur, pauvre d'expression ; ses têtes de femme sont remarquables par leur laideur, et surtout par la grandeur de leurs bouches : quelques-unes de ces figures ont cependant une expression assez juste dans les traits et dans le mouvement du corps,. 
On raconte à ce sujet qu'un nommé Bruno di Giovanni, peintre fort médiocre, ne pouvant donner autant d'expression à ses personnages, consulta Buffalmacco, qui lui conseilla d'y suppléer en faisant sortir de leur bouche des paroles qui exprimeraient leurs sentiments ; Bruno prit à la lettre cette plaisanterie, écrivit les demandes et les réponses, et cette idée, toute bizarre qu'elle était, eut un grand succès, et fut imitée assez longtemps. Ce Bruno et un certain Nello di Dino, compagnons de Buffalmacco, étaient de moitié dans les tours qu'il jouait au crédule Calandrino, autre peintre de ce temps, et que Boccace a racontés plaisamment,. 
Buffalmacco ayant été appelé à Arezzo, l'évêque le fit travailler, et lui ordonna de peindre sur la façade de son palais un aigle qui terrasse un lion ; l'artiste, qui sentit l'amertume de cette allusion, relative à la rivalité des deux républiques de Florence et d'Arezzo, ne voulant pas donner le dessous au lion de Florence, le peignit, au contraire, étouffant l'aigle arétin. Il avait dérobé cette peinture aux regards, sous prétexte de travailler avec plus de recueillement ; mais à peine fut-elle achevée, qu'il s'échappa d'Arezzo et retourna dans sa patrie. Ne le voyant pas revenir, le prélat fit découvrir le tableau. Furieux d'avoir été joué, il mit  la tête de Buffalmacco à prix ; bientôt, reconnaissant qu'il avait agi en homme d'honneur, il eut le bon esprit de lui pardonner, et même il lui procura d'autres travaux,. 
Après avoir habité tour à tour Rome et plusieurs autres villes d'Italie, Buffalmacco revient à Florence aussi pauvre qu'il en était parti. Devenu vieux et infirme, il entre à l'hôpital de Florence, et il y meurt à 78 ans, Giorgio Vasari affirme qu'il serait mort en 1340,.

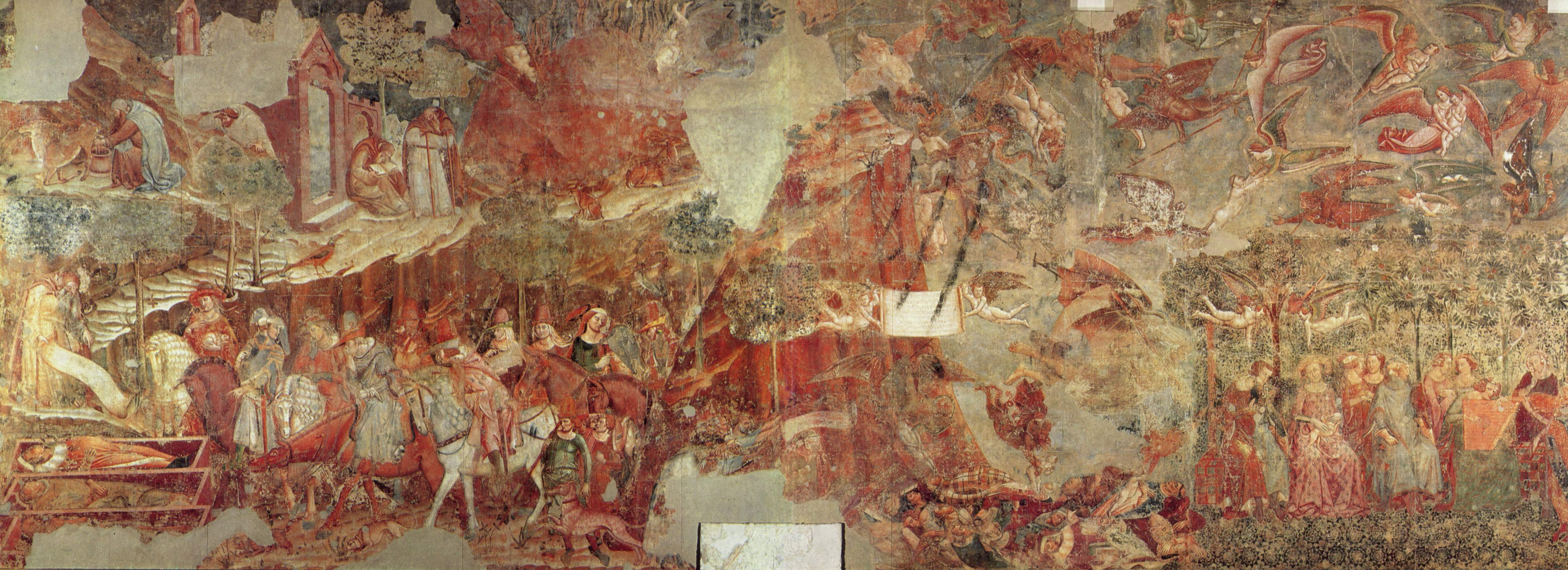
Il Trionfo della Morte, Camposanto de Pise.

## Œuvres
- Le Triomphe de la Mort
- La Thébaïde (Buffalmacco)